# Ronald Maitland
Ronald Monteith Maitland (* 6. Januar 1887 in Grimsby; † 15. April 1937 in Vancouver) war ein kanadischer Segler.

## Erfolge
Ronald Maitland, der für den Royal Vancouver Yacht Club segelte, gewann 1932 in Los Angeles bei den Olympischen Spielen in der 8-Meter-Klasse die Silbermedaille. Er war Skipper der Santa Maria, die sämtliche vier Wettfahrten auf dem zweiten Platz und damit hinter dem einzigen anderen Boot, der Angelita von Skipper Owen Churchill aus den Vereinigten Staaten, beendete. Zur Crew der Santa Maria gehörten George Gyles, Hubert Wallace, Ernest Cribb, Peter Gordon und Harry Jones.
1910 trat er dem Royal Vancouver Yacht Club bei und war 1924 dessen Commodore. Beruflich war Maitland zunächst als Sachbearbeiter bei der Royal Bank of Canada tätig, ehe er zu Macaulay Nicolls wechselte, einer Immobilien- und Versicherungsfirma. Dort stieg er in den 1920er-Jahren zum Partner auf. Daneben war er zeitweise auch bei der North Arm Steamship Company im operativen Geschäft tätig gewesen. Sein Bruder Royal Maitland war von 1941 bis 1946 Attorney General von British Columbia.